# Рудольф фон Єринг
Рудольф фон Єринг (нім. Rudolf von Jhering; 22 серпня 1818, Аурих — 17 вересень 1892, Геттінген) — німецький правознавець, автор «соціологічної» теорії утворення і розвитку держави та права.
Разом з Карлом фон Гербером видавав юридичний журнал «Jahrbücher für Dogmatik des heutigen römischen und deutschen Privatrechts», який мав на меті зближення римського і німецького права в дусі ідей Гербера.